# Deprekacija
Deprekacija je pojam iz autoriranja programske podrške, njenih standarda i dokumentacije. Status je koji se primjenjuje softverskim osobinama radi ukazivanja na to da bi ih se trebalo izbjegavati, najčešće jer ih se nadomjestilo boljim rješenjem. Iako deprecirane osobine znaju ostati u softveru, uporabom istih se može doći do poruka upozorenja u kojima se preporučuje uporaba drugih rješenja. Deprekacija može ukazivati na to da će se tu osobinu u budućnosti ukloniti. Ako se je osobine depreciralo, a nije uklonilo, to se je napravilo radi omogućavanja kompatibilnost unatrag, dajući vremena programerima koji su rabili tu osobinu vremena radi toga da bi mogli dovesti njihov koda u slaganje s novim standardom.

## Usporedi
- abandonware
- sirotanska tehnologija
- planirana zastarjelost

## Vanjske poveznice
- How and When To Deprecate APIs from the JDK 5.0 Documentation
- Detect deprecated functions A tool that discovers deprecated functions in any Windows native application or library.